# Delijaš
Delijaš (en cyrillique : Делијаш) est un village de Bosnie-Herzégovine. Il est situé dans la municipalité de Trnovo, dans le canton de Sarajevo et dans la fédération de Bosnie-et-Herzégovine. Selon les premiers résultats du recensement bosnien de 2013, il compte 106 habitants.

## Histoire
La nécropole de Delijaš abrite 243 stećci, un type particulier de tombes médiévales ; cet ensemble est inscrit sur la liste des monuments nationaux de Bosnie-Herzégovine.

## Démographie

### Évolution historique de la population dans la localité
| 1948 | 1953 | 1961 | 1971 | 1981 | 1991 | 2013 |
| ---- | ---- | ---- | ---- | ---- | ---- | ---- |
| -    | -    | 228  | 258  | 198  | 175  | 106  |

|  |

### Communauté locale
En 1991, la communauté locale de Delijaš comptait 758 habitants, répartis de la manière suivante :